# 安德烈·帕魯比
安德烈·弗拉基米羅维奇·帕魯比（羅馬化：Andrii Volodymyrovych Parubii；1971年1月31日—），烏克蘭政治家，2014年2月27日至8月7日出任烏克蘭國家安全和國防委員會秘書。2016年至2019年8月29日擔任烏克蘭最高拉達主席。他是烏克蘭第六、第七和第八屆議會議員。他還曾經是我們的烏克蘭黨（2004年—2012年)、改革陣線（2012年)、全烏克蘭慈善基金會（2012—2014年)、納羅德尼陣線（2014-2019年）和歐洲團結（2019年）等政黨和組織成員。他還擔任過《科學與政治》以及《地標》的編輯。

## 來源
1. ↑  Razumkov elected as Chairman of Verkhovna Rada （页面存档备份，存于） Ukrinform (2019-08-29)

- https://www.unian.ua/politics/1017773-pershim-vitse-spikerom-radi-obrano-parubiya-a-vitse-spikerom-sirojid.html （页面存档备份，存于）
- https://www.rbc.ua/ukr/news/sud-obyazal-gbr-zaregistrirovat-proizvodstvo-1564766024.html （页面存档备份，存于）
- https://www.president.gov.ua/documents/1662016-19946 （页面存档备份，存于）
- https://www.president.gov.ua/documents/1662016-19946 （页面存档备份，存于）
- https://ipress.ua/news/parubiy_doruchyv_mvs_posylyty_ohoronu_yadernyh_obiektiv_55326.html （页面存档备份，存于）
- https://www.unn.com.ua/uk/news/1307889-samooborona-maydanu-vzyala-pid-kontrol-uryadoviy-kvartal-a-parubiy （页面存档备份，存于）
- https://www.rbc.ua/ukr/news/sekretar-snbo-andrey-parubiy-podal-v-otstavku-07082014131500 （页面存档备份，存于）